# La Vie au ranch
Pour plus de détails, voir Fiche technique et Distribution.
La Vie au ranch est un film français réalisé par Sophie Letourneur et sorti en 2010.

## Synopsis
La vie d'une bande de copines à 20 ans, dont Pam fait partie : les clopes, les soirées, la tchatche, les amours... Et vient le moment où chacun prend son envol.

## Fiche technique
- Titre : La Vie au ranch
- Titre anglais : Chicks
- Réalisation : Sophie Letourneur
- Scénario : Sophie Letourneur et Delphine Agut
- Photographie : Claire Mathon et Tom Harari
- Montage : Michel Klochendler
- Musique : Maxence Cyrin
- Son : Julien Cloquet
- Production déléguée : Emmanuel Chaumet
- Coproducteurs : Benoït Blanchard, Serge Hayat et Bernard Tanguy
- Sociétés de production : Ecce Films, Rezina production, Cinémage 3, Cofinova 5 et CinéCinéma
- Soutiens à la production : Procirep, Angoa-Agicoa, Cinémage 3, Cofinova 5 et région Centre
- Sociétés de distribution : Shellac (France), Eye Film Institut (Pays-Bas) et Umedia (Monde)
- Pays de production :  France
- Genre : comédie dramatique
- Durée : 91 minutes
- Son : DTS
- Budget : 200 000€[1]
- Langue : français
- Format : couleur, 1.66:1, 35mm
- Visa d'exploitation n° 120892
- Lieux de tournage : Paris
- Date de sortie : 
  - France : 13 octobre 2010
- Box-office Europe : 26 533 entrées[2]

## Distribution
- Sarah-Jane Sauvegrain : Pam
- Eulalie Juster : Lola
- Mahault Mollaret : Manon
- Elsa Pierret : Chloé
- Jade Tong Cuong : Jude
- Angèle Ferreux : Olympe
- Rafaël Wallon : Raph
- Sacha Naigard : Samson
- Vincent Steinebach : Bart
- Benjamin Siksou : Benji
- Raphaël Haberberg : Louis
- Wladimir Schall : Sven
- Aurélien Dirler : Christophe
- Aurélien Bonnetain : Aurélien
- Éric Jolivalt : Le cinéphile
- Xavier Bazoge : Xavier
- Adrien Lefort : Paxton
- Philippe Letourneur : Le frère de Pam
- Joëlle Robin : La grand-mère
- Quentin Paliwoda : Un garçon à la fête
- Antoine Pineau : Un garçon à la fête
- Candice Haurie : Une groupie de Benji
- Maïlys Haurie : Une groupie de Benji
- Laurine Simandre : Personne à l'auto-école
- Adrien Domenec : Personne à l'auto-école
- Thomas Marfisi : Personne à l'auto-école
- Bjorn Frederik Nordin : Fritz
- Carmen Letourneur : Patiente médecin
- Lucianna Chardon : Patiente médecin
- Sylvie Sordelet : Le médecin
- Malina Deschaux-Beaume : Nièce de Manon
- Mathilde Charroinx : Cousine de Manon
- Antoine Charroinx : Cousin de Manon
- Gérard Roche : Le fermier
- Heike Feloy Ebner : La passante à Berlin
- Sara Sperling : Colocataire à Berlin
- Paul Beller : Colocataire à Berlin
- Manuel Le Gourrierec : Partyman

## Distinctions

### Récompenses
- Festival du film de Belfort - Entrevues 2009[3] :  
  - Prix du film français
  - Prix du public